# Летков, Андрей Иванович
Андрей Иванович Летков (13 декабря (26 декабря) 1903, с. Озерки, Саратовская губерния, Российская империя — 16 января 1942, с. Большое Куяш, Кунашакский район, Челябинская область, РСФСР) — советский государственный деятель, народный комиссар электростанций СССР (1940—1942).

## Биография
Родился в семье сельского писаря. Член ВКП(б) с августа 1930 г.
В 1930 г. окончил электротехнический факультет Московского института народного хозяйства им. Г. В. Плеханова.

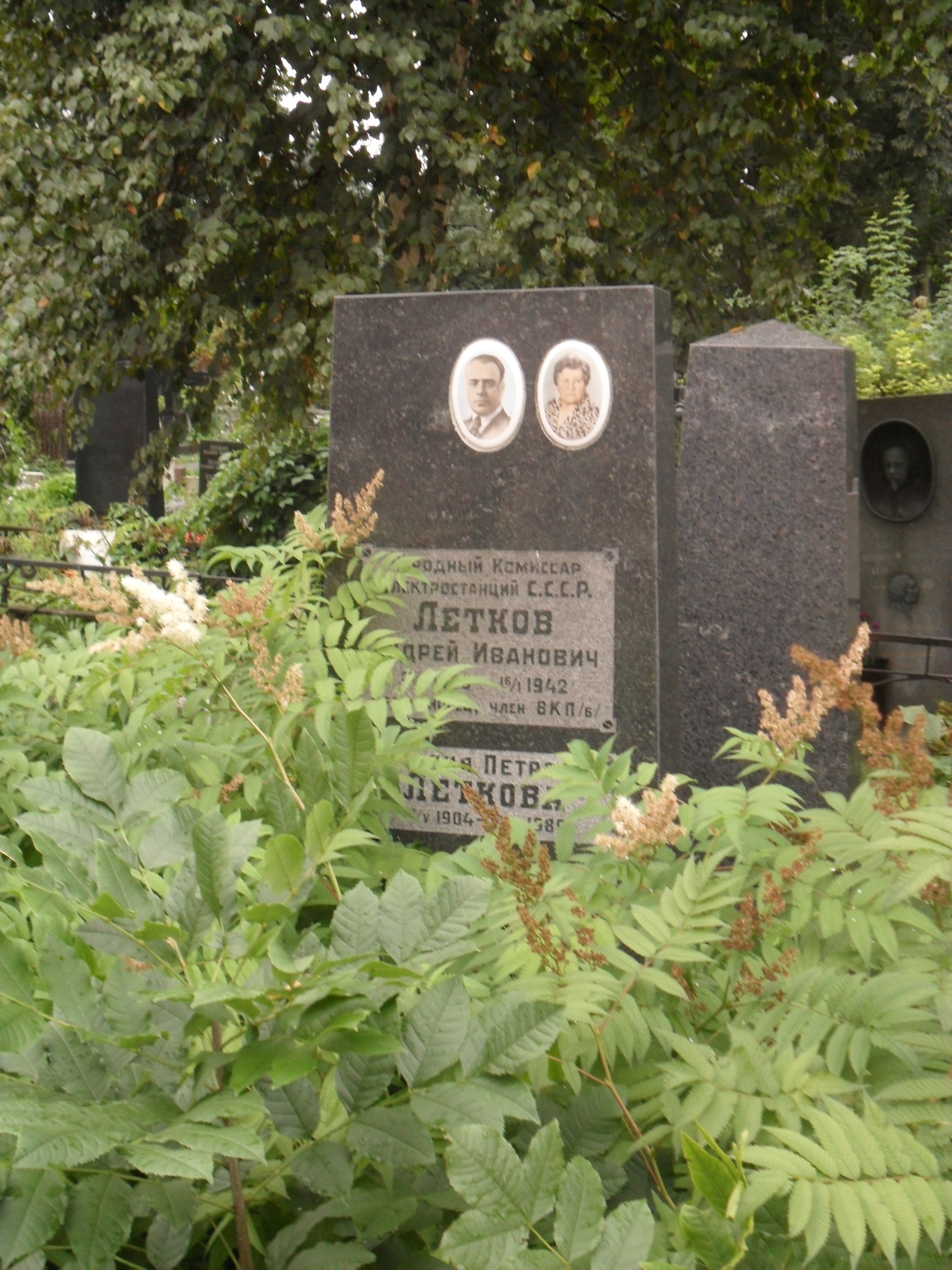
Могила Леткова на Новодевичьем кладбище.

- 1917—1921 гг. — ученик Злобовского, Поповского и Тепловского садово-огородных хозяйств в Саратовской области.
- 1921—1922 гг. — садовод качалинского совхоза Сталинградской области.
- 1922—1926 гг. — студент рабфака в Сталинграде, затем студент Саратовского сельскохозяйственного института.
- 1926—1930 гг. — студент Московского института народного хозяйства.
- 1930—1933 гг. — начальник цеха Шатурской ГРЭС Московской области.
- 1933—1936 гг. — начальник цеха,
- 1936—1937 гг. — главный инженер Каширской ГРЭС Московской области.
- 1937—1939 гг. — управляющий Днепроэнерго в г. Запорожье.
- февраль-апрель 1939 г. — начальник Главного управления электростанций и электросетей Юга Наркомата электростанций и электропромышленности СССР.
- 1939—1940 гг. — заместитель народного комиссара электростанций и электропромышленности СССР.
- с апреля 1940 г. — народный комиссар электростанций СССР.

После начала Великой Отечественной войны руководил эвакуацией оборудования, а затем и организацией новых мощностей.
Погиб при исполнении служебных обязанностей при аварии на электростанции.
Похоронен в Москве на Новодевичьем кладбище.

## Награды и звания
Награждён орденом Ленина (21.04.1939).